# Seznam dílů seriálu Tajuplný svět Alex Mackové
Toto je seznam dílů seriálu Tajuplný svět Alex Mackové. Americký televizní seriál Tajuplný svět Alex Mackové byl původně vysílán televizí Nickelodeon od 8. října 1994 do 15. ledna 1998.

## Přehled řad
| Řada | Díly | Premiéra v USA | Premiéra v USA |
| Řada | Díly | První díl      | Poslední díl   |
| ---- | ---- | -------------- | -------------- |
| 1    | 13   | 8. října 1994  | 4. února 1995  |
| 2    | 20   | 14. října 1995 | 28. září 1996  |
| 3    | 25   | 5. října 1996  | 4. března 1997 |
| 4    | 20   | 23. září 1997  | 15. ledna 1998 |

## Seznam dílů

### První řada (1994–1995)
| Č. v seriálu | Č. v řadě | Název                       | Český název                 | Režie                | Scénář                            | Datum premiéry     |
| ------------ | --------- | --------------------------- | --------------------------- | -------------------- | --------------------------------- | ------------------ |
| 1            | 1         | The Accident                | Nehoda                      | Peter Lauer          | Ken Lipman a Thomas W. Lynch      | 8. října 1994      |
| 2            | 2         | Hoop War                    | Válka košů                  | Christopher T. Welch | Ken Lipman                        | 15. října 1994     |
| 3            | 3         | Shock Value                 | Překvapivý výkon            | Peter Lauer          | Brian Hargrove a Jack Kenny       | 22. října 1994     |
| 4            | 4         | The Videotape               | Videokazeta                 | Allison Liddi-Brown  | Magda Liolis                      | 5. listopadu 1994  |
| 5            | 5         | School Dance                | Školní večírek              | Allison Liddi-Brown  | Ken Lipman                        | 12. listopadu 1994 |
| 6            | 6         | Science Fair                | Výstava vynálezů            | Sean McNamara        | Ken Lipman a Thomas W. Lynch      | 19. listopadu 1994 |
| 7            | 7         | False Alarms                | Falešné poplachy            | Sean McNamara        | Neena Beber                       | 3. prosince 1994   |
| 8            | 8         | The Feud                    | Hádka                       | Christopher T. Welch | Ken Lipman a Sean McNamara        | 10. prosince 1994  |
| 9            | 9         | Alex and Mom                | Alex a máma                 | Paul Hoen            | Christine Ecklund a Keith Hoffman | 7. ledna 1995      |
| 10           | 10        | Cold Day in Paradise Valley | Chladný den v rajském údolí | Christopher T. Welch | Christine Ecklund a Keith Hoffman | 14. ledna 1995     |
| 11           | 11        | Annie Bails                 | Annie se vzdává             | Ron Oliver           | Christine Ecklund a Keith Hoffman | 21. ledna 1995     |
| 12           | 12        | The Solo                    | Sólo                        | Leslie Hill          | Jennifer Wharton                  | 28. ledna 1995     |
| 13           | 13        | Road Trip                   | Výlet                       | Thomas W. Lynch      | Ken Lipman a Thomas W. Lynch      | 4. února 1995      |

### Druhá řada (1995–1996)
| Č. v seriálu | Č. v řadě | Název                            | Český název                 | Režie                | Scénář                       | Datum premiéry     |
| ------------ | --------- | -------------------------------- | --------------------------- | -------------------- | ---------------------------- | ------------------ |
| 14           | 1         | The Journal                      | Deník                       | Christopher T. Welch | Ken Lipman a Thomas W. Lynch | 14. října 1995     |
| 15           | 2         | Double Bogey                     | Golfový turnaj              | Paul Tassie          | Matt Dearborn                | 21. října 1995     |
| 16           | 3         | New Kid in Town                  | Nový kluk                   | Allison Liddi-Brown  | Anna MacGregor               | 21. října 1995     |
| 17           | 4         | The Secret                       | Tajemství                   | Paul Tassie          | Thomas W. Lynch              | 28. října 1995     |
| 18           | 5         | Suspect                          | Podezřelá                   | Allison Liddi-Brown  | Brian Hargrove a Jack Kenny  | 4. listopadu 1995  |
| 19           | 6         | Pressure                         | Tlak                        | Paul Hoen            | Ken Lipman                   | 11. listopadu 1995 |
| 20           | 7         | The Secret World of Ray Alvarado | Tajuplný svět Raye Alvarada | Christopher T. Welch | Ken Lipman                   | 18. listopadu 1995 |
| 21           | 8         | Rat Trap                         | Past                        | Linda Shayne         | Carolyn Quinn                | 2. prosince 1995   |
| 22           | 9         | Busted                           | Domácí vězení               | Christopher T. Welch | Bernie Ancheta               | 9. prosince 1995   |
| 23           | 10        | The Gift                         | Dárek                       | Paul Tassie          | Ken Lipman a Thomas W. Lynch | 23. prosince 1995  |
| 24           | 11        | Ray Goes to Washington           | Ray míří do Washingtonu     | Christopher T. Welch | Matt Dearborn                | 6. ledna 1996      |
| 25           | 12        | Trophy Case                      | Trofej                      | Allison Liddi-Brown  | Matt Dearborn                | 7. ledna 1996      |
| 26           | 13        | On the Rocks                     | Horolezecký výstup          | Jeff Blyth           | Mindy Schneider              | 13. ledna 1996     |
| 27           | 14        | Saturn                           | Saturn                      | Paul Tassie          | Matt Dearborn                | 20. července 1996  |
| 28           | 15        | Mack TV                          | Filmová soutěž              | Paul Hoen            | Dorie D'Amore                | 27. července 1996  |
| 29           | 16        | The Party                        | Mejdan                      | Jeff Blyth           | Danielle Gantner             | 3. srpna 1996      |
| 30           | 17        | Carnival                         | Karneval                    | Linda Shayne         | Anna MacGregor               | 10. srpna 1996     |
| 31           | 18        | Local Hero                       | Místní hrdina               | Allison Liddi-Brown  | Rick Gitelson a Joe Purdy    | 14. září 1996      |
| 32           | 19        | World Without Alex               | Svět bez Alex               | Paul Tassie          | Peter Egan                   | 21. září 1996      |
| 33           | 20        | Nerve                            | Nervy                       | Paul Hoen            | Peter Egan                   | 28. září 1996      |

### Třetí řada (1996–1997)
| Č. v seriálu | Č. v řadě | Název                   | Český název        | Režie               | Scénář                                 | Datum premiéry     |
| ------------ | --------- | ----------------------- | ------------------ | ------------------- | -------------------------------------- | ------------------ |
| 34           | 1         | The Other Side (Part 1) | Druhé já (1. část) | Jeff Blyth          | Ken Lipman a Thomas W. Lynch           | 5. října 1996      |
| 35           | 2         | The Other Side (Part 2) | Druhé já (2. část) | Jeff Blyth          | Ken Lipman a Thomas W. Lynch           | 8. října 1996      |
| 36           | 3         | Working                 | Brigáda            | Paul Hoen           | Mindy Schneider                        | 10. října 1996     |
| 37           | 4         | Operation: Breakout     | Operace útěk       | Paul Hoen           | Burk Sauls                             | 15. října 1996     |
| 38           | 5         | The Neighbor            | Soused             | David Straiton      | Bernie Ancheta                         | 17. října 1996     |
| 39           | 6         | Images                  | Představy          | Sean McNamara       | Ken Lipman a Thomas W. Lynch           | 22. října 1996     |
| 40           | 7         | Big Ray                 | Velký paprsek      | Paul Hoen           | Matt Dearborn                          | 24. října 1996     |
| 41           | 8         | New World Order         | Nový Světový řád   | Jeff Blyth          | Matt Dearborn                          | 29. října 1996     |
| 42           | 9         | Bubbling Over           | Přebublávání       | Paul Hoen           | Ken Lipman                             | 5. listopadu 1996  |
| 43           | 10        | Muckraker               | Muckraker          | Allison Liddi-Brown | Danielle Gantner                       | 7. listopadu 1996  |
| 44           | 11        | Bad Girl                | Zlá holka          | Lizzie Borden       | Ken Lipman                             | 12. listopadu 1996 |
| 45           | 12        | The Understudy          | Understudy         | Allison Liddi-Brown | Neil Landau                            | 14. listopadu 1996 |
| 46           | 13        | Mystery Man             | Tajemný muž        | Paul Hoen           | Tim Ryan                               | 19. listopadu 1996 |
| 47           | 14        | Chemistry               | Chemie             | Diane Wynter        | Julia Poll                             | 21. listopadu 1996 |
| 48           | 15        | A Room of Her Own       | Vlastní pokoj      | Paul Hoen           | Kati Rocky                             | 26. listopadu 1996 |
| 49           | 16        | Spivey                  | Spivey             | David Straiton      | Matt Dearborn                          | 3. prosince 1996   |
| 50           | 17        | Woman of the Year       | Žena roku          | Jeff Blyth          | Vance Degeneres                        | 5. prosince 1996   |
| 51           | 18        | Twelve and a Half       | Dvanáct a půl      | Paul Hoen           | Matt Dearborn                          | 10. prosince 1996  |
| 52           | 19        | The Test                | Test               | Allison Liddi-Brown | Mindy Schneider                        | 26. prosince 1996  |
| 53           | 20        | The Creeper             | Plížil             | Matt Dearborn       | Matt Dearborn                          | 2. ledna 1997      |
| 54           | 21        | Triangle                | Trojúhelník        | Paul Hoen           | Jennifer Wharton                       | 18. února 1997     |
| 55           | 22        | Friends Like That       | Takoví přátelé     | Jeff Blyth          | Neil Landau                            | 20. února 1997     |
| 56           | 23        | BMX                     | BMX                | Patrick Williams    | Matt Dearborn                          | 25. února 1997     |
| 57           | 24        | Nightmare in Paradise   | Noční můra v ráji  | Allison Liddi-Brown | Magda Liolis                           | 27. prosince 1997  |
| 58           | 25        | Cheers                  | Na zdraví          | Shawn Levy          | Kati Rocky, Ken Lipman a Matt Dearborn | 4. března 1997     |

### Čtvrtá řada (1997–1998)
| Č. v seriálu | Č. v řadě | Název             | Český název       | Režie               | Scénář                        | Datum premiéry     |
| ------------ | --------- | ----------------- | ----------------- | ------------------- | ----------------------------- | ------------------ |
| 59           | 1         | Driving           | Řidičský průkaz   | Patrick Williams    | Danielle Gantner              | 23. září 1997      |
| 60           | 2         | Green Day         | Den zelených      | Matt Dearborn       | Matt Dearborn                 | 25. září 1997      |
| 61           | 3         | Camping           | Tábor             | Paul Hoen           | Danielle Gantner              | 30. září 1997      |
| 62           | 4         | Ashley            | Ashley            | Jeff Blyth          | Matt Dearborn                 | 2. října 1997      |
| 63           | 5         | Oscar             | Oscar             | Paul Hoen           | Ken Lipman                    | 7. října 1997      |
| 64           | 6         | Foot Fault        | Přešlap           | Shawn Levy          | Matt Dearborn                 | 9. října 1997      |
| 65           | 7         | The Switch        | Proměna           | Allison Liddi-Brown | Neil Landau                   | 14. října 1997     |
| 66           | 8         | The Storm         | Bouřka            | Jeff Blyth          | Ken Lipman                    | 16. října 1997     |
| 67           | 9         | Leaving           | Loučení           | Bill Scarlet        | Ken Lipman                    | 21. října 1997     |
| 68           | 10        | Senora Garcia     | Slečno Garciaová  | Paul Hoen           | Danielle Gantner              | 23. října 1997     |
| 69           | 11        | The Doctor        | Doktor            | Allison Liddi-Brown | Matt Dearborn                 | 28. října 1997     |
| 70           | 12        | The Band          | Kapela            | Jeff Blyth          | Kati Rocky                    | 4. listopadu 1997  |
| 71           | 13        | Things Change     | Věci se mění      | Shawn Levy          | Ken Lipman                    | 6. listopadu 1997  |
| 72           | 14        | The Return        | Návrat            | Paul Hoen           | Ken Lipman                    | 18. listopadu 1997 |
| 73           | 15        | Friendly Fire     | Večírek           | Paul Hoen           | Kati Rocky                    | 20. listopadu 1997 |
| 74           | 16        | Lies and Secrets  | Lži a tajemství   | Shawn Levy          | Ken Lipman a Danielle Gantner | 25. listopadu 1997 |
| 75           | 17        | Without Feathers  | Začátečník        | Matt Dearborn       | Matt Dearborn                 | 2. prosince 1997   |
| 76           | 18        | 24 Hours          | 24 hodin          | Allison Liddi-Brown | Matt Dearborn                 | 4. prosince 1997   |
| 77           | 19        | Paradise Lost     | Ztracený ráj      | Paul Hoen           | Ken Lipman                    | 15. ledna 1998     |
| 78           | 20        | Paradise Regained | Znovunalezený ráj | Paul Hoen           | Ken Lipman                    | 15. ledna 1998     |